# Кім Ин Сок (баскетболістка)
Кім Ин Сок (31 березня 1963) — південнокорейська баскетболістка.
Учасниця Олімпійських Ігор 1984 року.